# 加德纳大坝

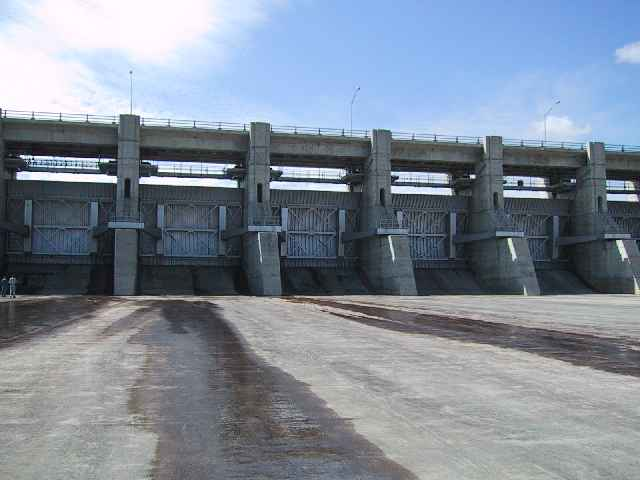
大坝溢洪道闸门

加德纳大坝（英語：Gardiner Dam）位于南萨斯喀彻温河上，是加拿大最大的土石坝和全世界最大的土石坝之一。大坝的建造工程和比它少的卡佩勒河大坝皆于1959年动工，1967年完成，并导致了迪芬贝克湖的出现。大坝高64米（209英尺）、近5公里（3英里）长，基座有1.5公里（1英里）的宽度。